# Superleague Formula saison 2010
Navigation
2009 2011
La saison 2010 de la Superleague Formula est la troisième saison de ce championnat de course automobile sur circuit qui met en concurrence des monoplaces aux couleurs des clubs de football.

## Engagés
| Club                  | Écurie                   | No | Pilote              | Courses   |
| --------------------- | ------------------------ | -- | ------------------- | --------- |
| Liverpool FC          | Atech Grand Prix         | 1  | James Walker        | 1-7       |
| Liverpool FC          | Atech Grand Prix         | 1  | Frédéric Vervisch   | 8-12      |
| AC Milan              | Atech Grand Prix         | 3  | Yelmer Buurman      | 1-12      |
| Team China            | Atech Grand Prix         | 88 | Qinghua Ma          | 10        |
| Team China            | Atech Grand Prix         | 88 | Adderly Fong        | 11        |
| Sporting CP           | Reid Motorsport          | 2  | Borja García        | 1-5       |
| Sporting CP           | Reid Motorsport          | 2  | Andy Soucek         | 6-7       |
| Sporting CP           | Drivex                   | 2  | Máximo Cortés       | 9         |
| Sporting CP           | DeVillota Motorsport     | 2  | Adrián Vallés       | 10-12     |
| FC Porto              | Reid Motorsport          | 16 | Álvaro Parente      | 1-9,11-12 |
| FC Porto              | Reid Motorsport          | 16 | Earl Bamber         | 10        |
| Galatasaray SK        | Barazi-Epsilon           | 4  | Tristan Gommendy    | 1-8       |
| Galatasaray SK        | GU-Racing                | 4  | Andy Soucek         | 9         |
| Galatasaray SK        | GU-Racing                | 4  | Giacomo Ricci       | 10-11     |
| Galatasaray SK        | Drivex                   | 4  | Chris Van der Drift | 12        |
| PSV Eindhoven         | Reid Motorsport          | 5  | Hywell Lloyd        | 8-9       |
| PSV Eindhoven         | Reid Motorsport          | 5  | Adderly Fong        | 10        |
| PSV Eindhoven         | Reid Motorsport          | 5  | Earl Bamber         | 11        |
| PSV Eindhoven         | Reid Motorsport          | 5  | Esteban Guerrieri   | 12        |
| PSV Eindhoven         | Reid Motorsport          | 5  | Narain Karthikeyan  | 6-7       |
| PSV Eindhoven         | Racing for Holland       | 5  | Narain Karthikeyan  | 1-2,4-5   |
| Girondins de Bordeaux | Barazi-Epsilon           | 33 | Franck Montagny     | 1-5, 7    |
| Girondins de Bordeaux | Barazi-Epsilon           | 33 | Jaap Van Lagen      | 6         |
| Girondins de Bordeaux | Drivex                   | 33 | Celso Miguez        | 9         |
| Girondins de Bordeaux | Azerti-Motorsport        | 33 | Franck Perera       | 10-12     |
| CR Flamengo           | Alpha Team               | 7  | Duncan Tappy        | 1, 6-9    |
| CR Flamengo           | Alpha Team               | 7  | Franck Perera       | 2-5       |
| CR Flamengo           | Alpha Team               | 7  | Andy Soucek         | 10-12     |
| Atlético Madrid       | Alpha Team               | 15 | John Martin         | 1         |
| Atlético Madrid       | Alpha Team               | 15 | Maria de Villota    | 2-9,12    |
| Atlético Madrid       | Alpha Team               | 15 | Bruno Méndez        | 10        |
| Atlético Madrid       | Alpha Team               | 15 | Paul Meijer         | 11        |
| R.S.C. Anderlecht     | Azerti-Motorsport        | 8  | Davide Rigon        | 1-12      |
| SC Corinthians        | Azerti-Motorsport        | 14 | Robert Doornbos     | 1-12      |
| Olympiakós Le Pirée   | GU-Racing                | 9  | Chris Van der Drift | 1-7       |
| Olympiakós Le Pirée   | GU-Racing                | 9  | Ben Hanley          | 8, 10-12  |
| Olympiakós Le Pirée   | GU-Racing                | 9  | Neel Jani           | 9         |
| FC Bâle               | GU-Racing                | 10 | Max Wissel          | 1-12      |
| Séville FC            | DeVillota Motorsport     | 18 | Marcos Martínez     | 1-12      |
| AS Rome               | DeVillota Motorsport     | 22 | Julien Jousse       | 1-11      |
| AS Rome               | DeVillota Motorsport     | 22 | Máximo Cortés       | 12        |
| Tottenham Hotspur     | Alan Docking Racing (en) | 19 | Craig Dolby         | 1-12      |
| Beijing Guoan         | Alan Docking Racing (en) | 24 | John Martin         | 2-10,12   |
| Olympique lyonnais    | LRS Formula              | 69 | Sébastien Bourdais  | 1-5       |
| Olympique lyonnais    | LRS Formula              | 69 | Franck Perera       | 7         |
| Olympique lyonnais    | Drivex                   | 69 | Celso Miguez        | 8         |
| Olympique lyonnais    | Atech Grand Prix         | 69 | Tristan Gommendy    | 9-12      |

## Calendrier 2010
- Samedi : essais libres et qualification
- Dimanche : deux courses (avec inversion de la grille pour la deuxième course)
- Une troisième course, sur 5 tours, est disputée avec les six meilleurs des deux courses précédentes pour trouver le "vainqueur du week-end".
- Durée de la course : environ 45 minutes (44 minutes de course et un tour)

| Manche | Circuit                                                                            | Vainqueur                                     | Course     | Podium | Podium                | Podium              | Podium              | Podium          | Pole position               | Meilleur tour en course                              |
| Manche | Circuit                                                                            | Vainqueur                                     | Course     | Pos.   | Club                  | Pilote              | Écurie              | Temps           | Pole position               | Meilleur tour en course                              |
| ------ | ---------------------------------------------------------------------------------- | --------------------------------------------- | ---------- | ------ | --------------------- | ------------------- | ------------------- | --------------- | --------------------------- | ---------------------------------------------------- |
| 1re    | Circuit de Silverstone 3 et 4 avril 2010 (circuit de 5,141 km) Résultats détaillés | Tottenham Hotspur Craig Dolby en Super Finale | C1 (25 t.) | 1er    | Tottenham Hotspur     | Craig Dolby         | Alan Docking Racing | 40 min 51 s 242 | FC Bâle Max Wissel          | FC Porto Álvaro Parente 1 min 33 s 962               |
| 1re    | Circuit de Silverstone 3 et 4 avril 2010 (circuit de 5,141 km) Résultats détaillés | Tottenham Hotspur Craig Dolby en Super Finale | C1 (25 t.) | 2e     | AC Milan              | Yelmer Buurman      | Atech Grand Prix    | 41 min 02 s 540 | FC Bâle Max Wissel          | FC Porto Álvaro Parente 1 min 33 s 962               |
| 1re    | Circuit de Silverstone 3 et 4 avril 2010 (circuit de 5,141 km) Résultats détaillés | Tottenham Hotspur Craig Dolby en Super Finale | C1 (25 t.) | 3e     | CR Flamengo           | Duncan Tappy        | Alpha Team          | 41 min 13 s 580 | FC Bâle Max Wissel          | FC Porto Álvaro Parente 1 min 33 s 962               |
| 1re    | Circuit de Silverstone 3 et 4 avril 2010 (circuit de 5,141 km) Résultats détaillés | Tottenham Hotspur Craig Dolby en Super Finale |            |        |                       |                     |                     |                 | FC Bâle Max Wissel          |                                                      |
| 1re    | Circuit de Silverstone 3 et 4 avril 2010 (circuit de 5,141 km) Résultats détaillés | Tottenham Hotspur Craig Dolby en Super Finale | C2 (25 t.) | 1er    | Olympique lyonnais    | Sébastien Bourdais  | LRS Formula         | 40 min 27 s 836 | FC Bâle Max Wissel          | Olympique lyonnais Sébastien Bourdais 1 min 32 s 818 |
| 1re    | Circuit de Silverstone 3 et 4 avril 2010 (circuit de 5,141 km) Résultats détaillés | Tottenham Hotspur Craig Dolby en Super Finale | C2 (25 t.) | 2e     | Olympiakos Le Pirée   | Chris Van der Drift | GU Racing           | 40 min 38 s 708 | FC Bâle Max Wissel          | Olympique lyonnais Sébastien Bourdais 1 min 32 s 818 |
| 1re    | Circuit de Silverstone 3 et 4 avril 2010 (circuit de 5,141 km) Résultats détaillés | Tottenham Hotspur Craig Dolby en Super Finale | C2 (25 t.) | 3e     | Atlético Madrid       | John Martin         | Alpha Team          | 40 min 42 s 238 | FC Bâle Max Wissel          | Olympique lyonnais Sébastien Bourdais 1 min 32 s 818 |
| 1re    | Circuit de Silverstone 3 et 4 avril 2010 (circuit de 5,141 km) Résultats détaillés | Tottenham Hotspur Craig Dolby en Super Finale |            |        |                       |                     |                     |                 | FC Bâle Max Wissel          |                                                      |
| 1re    | Circuit de Silverstone 3 et 4 avril 2010 (circuit de 5,141 km) Résultats détaillés | Tottenham Hotspur Craig Dolby en Super Finale | C3 (5 t.)  | 1er    | Tottenham Hotspur     | Craig Dolby         | Alan Docking Racing | 7 min 55 s 043  | FC Bâle Max Wissel          | FC Porto Álvaro Parente 1 min 34 s 451               |
| 1re    | Circuit de Silverstone 3 et 4 avril 2010 (circuit de 5,141 km) Résultats détaillés | Tottenham Hotspur Craig Dolby en Super Finale | C3 (5 t.)  | 2e     | FC Bâle               | Max Wissel          | GU Racing           | 7 min 56 s 817  | FC Bâle Max Wissel          | FC Porto Álvaro Parente 1 min 34 s 451               |
| 1re    | Circuit de Silverstone 3 et 4 avril 2010 (circuit de 5,141 km) Résultats détaillés | Tottenham Hotspur Craig Dolby en Super Finale | C3 (5 t.)  | 3e     | Olympiakos Le Pirée   | Chris Van der Drift | GU Racing           | 7 min 57 s 718  | FC Bâle Max Wissel          | FC Porto Álvaro Parente 1 min 34 s 451               |
|        |                                                                                    |                                               |            |        |                       |                     |                     |                 |                             |                                                      |
| 2e     | Circuit d'Assen 15 et 16 mai 2010 (circuit de 4,555 km) Résultats détaillés        | RSC Anderlecht Davide Rigon en Super Finale   | C1 (25 t.) | 1er    | RSC Anderlecht        | Davide Rigon        | Azerti-Motorsport   | 45 min 02 s 776 | RSC Anderlecht Davide Rigon | AC Milan Yelmer Buurman 1 min 23 s 547               |
| 2e     | Circuit d'Assen 15 et 16 mai 2010 (circuit de 4,555 km) Résultats détaillés        | RSC Anderlecht Davide Rigon en Super Finale   | C1 (25 t.) | 2e     | CR Flamengo           | Franck Perera       | Alpha Team          | 45 min 05 s 419 | RSC Anderlecht Davide Rigon | AC Milan Yelmer Buurman 1 min 23 s 547               |
| 2e     | Circuit d'Assen 15 et 16 mai 2010 (circuit de 4,555 km) Résultats détaillés        | RSC Anderlecht Davide Rigon en Super Finale   | C1 (25 t.) | 3e     | FC Bâle               | Max Wissel          | GU-Racing           | 45 min 07 s 378 | RSC Anderlecht Davide Rigon | AC Milan Yelmer Buurman 1 min 23 s 547               |
| 2e     | Circuit d'Assen 15 et 16 mai 2010 (circuit de 4,555 km) Résultats détaillés        | RSC Anderlecht Davide Rigon en Super Finale   |            |        |                       |                     |                     |                 | RSC Anderlecht Davide Rigon |                                                      |
| 2e     | Circuit d'Assen 15 et 16 mai 2010 (circuit de 4,555 km) Résultats détaillés        | RSC Anderlecht Davide Rigon en Super Finale   | C2 (25 t.) | 1er    | Olympiakos Le Pirée   | Chris Van der Drift | GU-Racing           | 45 min 21 s 763 | RSC Anderlecht Davide Rigon | Tottenham Hotspur Craig Dolby 1 min 25 s 004         |
| 2e     | Circuit d'Assen 15 et 16 mai 2010 (circuit de 4,555 km) Résultats détaillés        | RSC Anderlecht Davide Rigon en Super Finale   | C2 (25 t.) | 2e     | Tottenham Hotspur     | Craig Dolby         | Alan Docking Racing | 45 min 24 s 220 | RSC Anderlecht Davide Rigon | Tottenham Hotspur Craig Dolby 1 min 25 s 004         |
| 2e     | Circuit d'Assen 15 et 16 mai 2010 (circuit de 4,555 km) Résultats détaillés        | RSC Anderlecht Davide Rigon en Super Finale   | C2 (25 t.) | 3e     | Girondins de Bordeaux | Franck Montagny     | Barazi-Epsilon      | 45 min 33 s 158 | RSC Anderlecht Davide Rigon | Tottenham Hotspur Craig Dolby 1 min 25 s 004         |
| 2e     | Circuit d'Assen 15 et 16 mai 2010 (circuit de 4,555 km) Résultats détaillés        | RSC Anderlecht Davide Rigon en Super Finale   |            |        |                       |                     |                     |                 | RSC Anderlecht Davide Rigon |                                                      |
| 2e     | Circuit d'Assen 15 et 16 mai 2010 (circuit de 4,555 km) Résultats détaillés        | RSC Anderlecht Davide Rigon en Super Finale   | C3 (5 t.)  | 1er    | RSC Anderlecht        | Davide Rigon        | Azerti-Motorsport   | 7 min 16 s 174  | RSC Anderlecht Davide Rigon |                                                      |
| 2e     | Circuit d'Assen 15 et 16 mai 2010 (circuit de 4,555 km) Résultats détaillés        | RSC Anderlecht Davide Rigon en Super Finale   | C3 (5 t.)  | 2e     | Tottenham Hotspur     | Craig Dolby         | Alan Docking Racing | 7 min 16 s 801  | RSC Anderlecht Davide Rigon |                                                      |
| 2e     | Circuit d'Assen 15 et 16 mai 2010 (circuit de 4,555 km) Résultats détaillés        | RSC Anderlecht Davide Rigon en Super Finale   | C3 (5 t.)  | 3e     | AC Milan              | Yelmer Buurman      | Atech Grand Prix    | 7 min 17 s 695  | RSC Anderlecht Davide Rigon |                                                      |
|        |                                                                                    |                                               |            |        |                       |                     |                     |                 |                             |                                                      |

| No | Meeting      | Date                | Pole Position                           | Vainqueur | Vainqueur           | Club                  | Écurie                   | Meilleur tour       |
| -- | ------------ | ------------------- | --------------------------------------- | --------- | ------------------- | --------------------- | ------------------------ | ------------------- |
| 3  | Magny-Cours  | 22/23 mai           | Craig Dolby Tottenham Hotspur           | C1        | Yelmer Buurman      | AC Milan              | Atech Grand Prix         | Yelmer Buurman      |
| 3  | Magny-Cours  | 22/23 mai           | Craig Dolby Tottenham Hotspur           | C2        | Max Wissel          | FC Bâle               | GU-Racing                | Max Wissel          |
| 3  | Magny-Cours  | 22/23 mai           | Craig Dolby Tottenham Hotspur           | C3        | Yelmer Buurman      | AC Milan              | Atech Grand Prix         | Yelmer Buurman      |
| 4  | Jarama       | 19/20 juin          | John Martin Beijing Guoan               | C1        | John Martin         | Beijing Guoan         | Alan Docking Racing (en) | Yelmer Buurman      |
| 4  | Jarama       | 19/20 juin          | John Martin Beijing Guoan               | C2        | Franck Montagny     | Girondins de Bordeaux | Barazi-Epsilon           | Julien Jousse       |
| 4  | Jarama       | 19/20 juin          | John Martin Beijing Guoan               | C3        | Chris Van der Drift | Olympiakos Le Pirée   | GU-Racing                | Chris Van der Drift |
| 5  | Nürburgring  | 26/27 juin          | Julien Jousse AS Rome                   | C1        | Yelmer Buurman      | AC Milan              | Atech Grand Prix         | Max Wissel          |
| 5  | Nürburgring  | 26/27 juin          | Julien Jousse AS Rome                   | C2        | Álvaro Parente      | FC Porto              | Reid Motorsport          | Franck Montagny     |
| 5  | Nürburgring  | 26/27 juin          | Julien Jousse AS Rome                   | C3        | Chris Van der Drift | Olympiakos Le Pirée   | GU-Racing                | Chris Van der Drift |
| 6  | Zolder       | 17/18 juillet       | Chris Van der Drift Olympiakos Le Pirée | C1        | Chris Van der Drift | Olympiakos Le Pirée   | GU-Racing                | Davide Rigon        |
| 6  | Zolder       | 17/18 juillet       | Chris Van der Drift Olympiakos Le Pirée | C2        | Julien Jousse       | AS Rome               | DeVillota Motorsport     | Yelmer Buurman      |
| 6  | Zolder       | 17/18 juillet       | Chris Van der Drift Olympiakos Le Pirée | C3        | Davide Rigon        | R.S.C. Anderlecht     | Azerti-Motorsport        | Chris Van der Drift |
| 7  | Brands Hatch | 31 juillet/1er août | Marcos Martínez FC Séville              | C1        | John Martin         | Beijing Guoan         | Alan Docking Racing (en) | Craig Dolby         |
| 7  | Brands Hatch | 31 juillet/1er août | Marcos Martínez FC Séville              | C2        | Narain Karthikeyan  | PSV Eindhoven         | Reid Motorsport          | Duncan Tappy        |
| 7  | Brands Hatch | 31 juillet/1er août | Marcos Martínez FC Séville              | C3        | John Martin         | Beijing Guoan         | Alan Docking Racing (en) | John Martin         |
| 8  | Adria        | 4/5 septembre       | Davide Rigon R.S.C. Anderlecht          | C1        | Davide Rigon        | R.S.C. Anderlecht     | Azerti-Motorsport        | Max Wissel          |
| 8  | Adria        | 4/5 septembre       | Davide Rigon R.S.C. Anderlecht          | C2        | Marcos Martínez     | FC Séville            | DeVillota Motorsport     | Robert Doornbos     |
| 8  | Adria        | 4/5 septembre       | Davide Rigon R.S.C. Anderlecht          | C3        | Davide Rigon        | R.S.C. Anderlecht     | Azerti-Motorsport        | Ben Hanley          |
| 9  | Portimão     | 18/19 septembre     | John Martin Beijing Guoan               | C1        | John Martin         | Beijing Guoan         | Alan Docking Racing (en) | Andy Soucek         |
| 9  | Portimão     | 18/19 septembre     | John Martin Beijing Guoan               | C2        | Neel Jani           | Olympiakos Le Pirée   | GU-Racing                | Tristan Gommendy    |
| 9  | Portimão     | 18/19 septembre     | John Martin Beijing Guoan               | C3        | Frédéric Vervisch   | Liverpool FC          | Atech Grand Prix         | Davide Rigon        |
| 10 | Ordos        | 2/3 octobre         | Ben Hanley Olympiakos Le Pirée          | C1        | Ben Hanley          | Olympiakos Le Pirée   | GU-Racing                | Chris Van der Drift |
| 10 | Ordos        | 2/3 octobre         | Ben Hanley Olympiakos Le Pirée          | C2        | Frédéric Vervisch   | Liverpool FC          | Atech Grand Prix         | Chris Van der Drift |
| 10 | Ordos        | 2/3 octobre         | Ben Hanley Olympiakos Le Pirée          | C3        | Earl Bamber         | FC Porto              | Reid Motorsport          | Franck Perera       |
| NC | Pékin        | 9/10 octobre        | Álvaro Parente FC Porto                 | C1        | Craig Dolby         | Tottenham Hotspur     | Alan Docking Racing (en) | Frédéric Vervisch   |
| NC | Pékin        | 9/10 octobre        | Álvaro Parente FC Porto                 | C2        | Álvaro Parente      | FC Porto              | Reid Motorsport          | Frédéric Vervisch   |
| 11 | Los Arcos    | 23/24 octobre       | Davide Rigon R.S.C. Anderlecht          | C1        | John Martin         | Beijing Guoan         | Alan Docking Racing (en) | Frédéric Vervisch   |
| 11 | Los Arcos    | 23/24 octobre       | Davide Rigon R.S.C. Anderlecht          | C2        | Álvaro Parente      | FC Porto              | Reid Motorsport          | Álvaro Parente      |
| 11 | Los Arcos    | 23/24 octobre       | Davide Rigon R.S.C. Anderlecht          | C3        | John Martin         | Beijing Guoan         | Alan Docking Racing (en) | Esteban Guerrieri   |

## Classement
| Pos | Club               | Pilote                                                                    | Total |     |     |    |     |     |    |     |     |    |     |     |    |     |     |    |     |     |    |     |     |    |     |     |    |     |     |    |     |     |    | [ 2 ] | [ 2 ] |    |     |    |
| Pos | Club               | Pilote                                                                    | Total | C1  | C2  | S  | C1  | C2  | S  | C1  | C2  | S  | C1  | C2  | S  | C1  | C2  | S  | C1  | C2  | S  | C1  | C2  | S  | C1  | C2  | S  | C1  | C2  | S  | C1  | C2  | S  | C1    | C2    | C1 | C2  | S  |
| --- | ------------------ | ------------------------------------------------------------------------- | ----- | --- | --- | -- | --- | --- | -- | --- | --- | -- | --- | --- | -- | --- | --- | -- | --- | --- | -- | --- | --- | -- | --- | --- | -- | --- | --- | -- | --- | --- | -- | ----- | ----- | -- | --- | -- |
| 1er | RSC Anderlecht     | Davide Rigon                                                              | 699   | 20  | 18  |    | 50  | 18  | 6* | 26  | 40  | 5  | 18  | 29  |    | 45  | 14  | 5  | 45* | 20  | 6  | 12  | 45  | 5  | 50  | 23  | 6  | 45  | 20  | 5* | 32  | 23  | 4  | (ab)  | (ab)  | 45 | 16  | 3  |
| 2e  | Tottenham H.       | Craig Dolby                                                               | 697   | 50  | 36  | 6  | 26  | 45* | 5  | 45  | 36  | 1  | 32  | 40  | 1  | 18  | 29  |    | 32  | 0   |    | 45* | 12  | 2  | 12  | 45  |    | 32  | 12  |    | 36  | 18  |    | (1)   | (8)   | 40 | 36  | 5  |
| 3e  | FC Bâle            | Max Wissel                                                                | 667   | 32  | 29  | 5  | 40  | 12  | 2  | 0   | 50* | 4  | 36  | 26  | 3  | 23* | 32  | 3  | 26  | 36  | 1  | 29  | 16  |    | 36* | 26  | 5  | 26  | 36  | 3  | 45  | 45* | 0  | (NP)  |       | 29 | 10  |    |
| 4e  | Ol. le Pirée       | Chris Van der Drift Ben Hanley Neel Jani                                  | 653   | 12  | 45  | 4  | 0   | 50  |    | 40  | 0   |    | 40  | 14  | 6* | 40  | 16  | 6* | 50  | 23  | 5* | 26  | 29  | NP | 40  | 18  | 4* | 10  | 50  |    | 50* | 36  | 0  | (9)   | (ab)  | 14 | 23  |    |
| 5e  | AC Milan           | Yelmer Buurman                                                            | 631   | 45  | 7   |    | 32* | 26  | 4  | 50* | 26  | 6* | 45* | 18  | 4  | 50  | 23  | 4  | 36  | 32* | 2  | 36  | 14  | 3  | 16  | 36  |    | 18  | 0   |    | 29  | 26  | 3  | (7)   | (3)   | 26 | 14  |    |
| 6e  | CR Flamengo        | Duncan Tappy Franck Perera Andy Soucek                                    | 540   | 40  | 14  |    | 45  | 16  | 1  | 23  | 0   |    | 29  | 23  |    | 36  | 20  | 1  | 0   | 45  |    | 20  | 40* | 4  | 18  | 40  |    | 23  | 26  |    | 0   | 40  |    | (NP)  |       | 36 | 0   |    |
| 7e  | FC Porto           | Álvaro Parente Earl Bamber                                                | 495   | 36* | 32  | 2* | 16  | 0   |    | 32  | 0   |    | 23  | 16  |    | 0   | 50  |    | 16  | 0   |    | 16  | 36  | 1  | 29  | 16  |    | 40  | 0   |    | 40  | 14  | 6  | (ab)  | (1)   | 23 | 50* | 1  |
| 8e  | AS Rome            | Julien Jousse Máximo Cortés                                               | 458   | 23  | 12  |    | 36  | 14  |    | 12  | 45  | 3  | 10  | 45* | 2  | 32  | 10  |    | 8   | 50  | 4  | 0   | 32  |    | 32  | 10  |    | 12  | 18  |    | 16  | 0   |    | (8)   | (nc)  | 0  | 32  |    |
| 9e  | Beijing Guoan      | John Martin                                                               | 453   |     |     |    | 18  | 0   |    | 36  | 0   |    | 50  | 20  | 5  | NP  | 0   |    | 12  | 26  |    | 50  | 7   | 6* | 45  | 20  | 3  | 50  | 16  | 4  | 0   | NP  |    | (ab)  |       | 50 | 29  | 6* |
| 10e | Liverpool FC       | James Walker Frédéric Vervisch                                            | 439   | 0   | 0   |    | 29  | 29  | 3  | 29  | 23  | 2  | 7   | 36  |    | 29  | 0   |    | 29  | 0   |    | 18  | 18  |    | 26  | 32  | 1  | 36  | 29  | 6  | 0   | 50  |    | (3)*  | (7)*  | 7  | 0   |    |
| 11e | Gir. Bordeaux      | Franck Montagny Jaap Van Lagen Celso Míguez Franck Perera                 | 372   | NP  | 23  |    | 0   | 40  |    | 18  | 0   |    | 0   | 50  |    | 8   | 45* |    | 14  | 18  |    | 32  | 10  |    |     |     |    | 0   | 0   |    | 26  | 29  | 5* | (2)   | (10)  | 32 | 20  | 2  |
| 12e | SC Corinthians     | Robert Doornbos                                                           | 363   | 16  | 26  |    | 20  | 0   |    | 14  | 0   |    | 20  | 32  |    | 26  | 18  |    | 40  | 0   |    | 8   | 0   |    | 23  | 29* |    | 29  | 40  | 2  | 0   | 0   |    | (NP)  |       | 20 | 0   |    |
| 13e | Galatasaray SK     | Tristan Gommendy Andy Soucek Giacomo Ricci Chris Van der Drift            | 358   | 10  | 10  |    | 23  | 23  |    | 10  | 0   |    | 12  | 10  |    | 20  | 40  | 2  | 10  | 40  | 3  | 23  | 0   |    | 20  | 12  |    | 20* | 32  |    | 12  | NP  |    | (ab)  | (nc)  | 0  | 26  |    |
| 14e | FC Séville         | Marcos Martínez                                                           | 355   | 29  | 20  |    | 14  | 36  |    | 7   | 0   |    | 8   | 0   |    | 16  | 12  |    | 23  | 0   |    | 0   | 23  |    | 10  | 50  | 2  | 14  | 0   |    | 23  | 20  |    | (ab)  | (4)   | 8  | 40  |    |
| 15e | Sporting Portugal  | Borja García Máximo Cortés Adrián Vallés                                  | 329   | 26  | 16  |    | 0   | 32  |    | 16  | 32  |    | 0   | 12  |    | 14  | 26  |    | 20  | 29  |    | 40  | 8   |    |     |     |    | 8   | 0   |    | 0   | 32  |    | (5)   | (9)   | 18 | 0   |    |
| 16e | PSV Eindhoven      | Narain Karthikeyan Hywel Lloyd Adderly Fong Earl Bamber Esteban Guerrieri | 288   | 14  | 8   |    | 0   | 20  |    |     |     |    | 16  | 0   |    | 12  | 0   |    | 18  | 0   |    | 0   | 50  |    | 14  | 14  |    | 0   | 23  |    | 18  | 16  |    | (6)   | (2)   | 16 | 45  | 4  |
| 17e | Atlético de Madrid | John Martin Maria de Villota Bruno Méndez Paul Meijer                     | 265   | 18  | 40  | 1  | 0   | 10  |    | 8   | 29  |    | EX  | DSQ |    | 0   | 36  |    | 7   | 16  |    | 10  | 26  |    |     |     |    | 0   | 14  |    | 20  | 0   |    | (ab)  | (5)   | 12 | 18  |    |
| 18e | Ol. Lyon           | Sébastien Bourdais Franck Perera Celso Míguez Tristan Gommendy            | 235   | 8   | 50* | 3  | 0   | NP  |    | 20  | 0   |    | 26  | 0   |    | 10  | 0   |    |     |     |    | 14  | 20  |    | 0   | 0   |    | 16  | 45* | 1  | 0   | 0   |    | (4)   | (11)  | 10 | 12  |    |
| 19e | Team China         | Qinghua Ma Adderly Fong                                                   | 26    |     |     |    |     |     |    |     |     |    |     |     |    |     |     |    |     |     |    |     |     |    |     |     |    |     |     |    | 14  | 12  |    | (10)  | (NP)  |    |     |    |

- En gras : pole position
- * : meilleur tour
- NP : non partant, DSQ : disqualifié, EX : exclu